# Untere Drugpa-Tradition
| Tibetische Bezeichnung                         |
| ---------------------------------------------- |
| Wylie-Transliteration: smad 'brug              |
| Andere Schreibweisen: Medrug; Medruk           |
| Chinesische Bezeichnung                        |
| Vereinfacht: 下竹巴派; 下主巴; 下主巴派        |
| Pinyin:Xia Zhuba pai; Xia Zhuba; Xia Zhuba pai |

Die Untere Drugpa- bzw. Medrug (tib. smad 'brug)-Tradition oder Drugpa-Tradition des Unteren Tibet, die auch als die Südliche Schule der Drugpa-Tradition der Kagyü-Schule (brug pa bka' brgyud) des tibetischen Buddhismus bezeichnet wird, wurde von Tsangpa Gyares Schüler Gyelwa Lorepa Wangchug Tsöndru (lo ras dbang phyug brtson 'grus; 1187–1250) gegründet. Jamyang Gönpo ( 'jam dbyangs mgon po) zählte zu seinen berühmten Schülern.
Lorepa gründete das Kloster Karpo Chölung (dkar po chos lung) im Tal des Yarlung-Flusses. In seinen späteren Jahren ging er nach Bhutan, wo er in Bumthang (bum thang) das Kloster Tharpaling (thar pa gling) gründete. Eine besondere Übertragung der Unteren Drugpa-Linie ist als die Fünf Fähigkeiten (thub pa lnga ldan) bekannt.